# سمیر حسنی
سمیر حسنی (عربی: سمير حصني) برآوردکننده صنعت مجله ساکن ايالات متحده می باشد. وی در طرابلس، لبنان زاده شد و بعدها به ایالات متحده مهاجرت کرد.
حسنی در سال ۱۹۸۰ مدرک کارشناسی ارشد روزنامه نگاری را از دانشگاه شمال تگزاس کسب کرد و دکترای خود را دریافت نمود. در روزنامه نگاری از دانشگاه میسوری در سال ۱۹۸۳. 

## کار کنید
سمیرحسنی را متخصص شاخص در نشر مجله هایی می نامند. 
سمیرحسنی مدیر مرکز ابداع مجله در دانشگاه می سی سی پی می باشد. 
حسنی جزوی از نویسندگان متن مدیریت رسانه های خبری امروز: مخاطب نخست(۲۰۱۵) می باشد، که پیشنهاد می کند تصمیم های مدیریت سازمان های خبری همیشه باید با در نظر گرفتن تأثیر بر مخاطب ها آغاز شود. نویسندگان حسنی ، دوبورا هالپرن ونگر و هنک پرایس «استراتژی ۴ سی اس» را معرفی می‌کنند تا توضیح دهند که چگونه مشتریان، کنترل، انتخاب و تغییر، همه عوامل حیاتی در مدیریت سازمان‌های رسانه‌ای موفق هستند. 